# 勞雷爾·霍勒曼
勞雷爾·霍勒曼（英語：Laurel Holloman，1971年5月23日—） 是一位美國畫家及演員。最讓觀眾熟知的角色是在電視劇《拉字至上》中飾演蒂娜‧肯納德（Tina Kennard），並以此劇獲得第9屆金衛星獎劇集類最佳女主角。2010年暫別演藝圈投入藝術創作工作，曾榮獲阿根廷當代藝術雙年展繪畫類首獎、國際藝術評論家聯合會Chianciano雙年展首獎等重要繪畫獎項。

## 職業生涯

### 戲劇
霍勒曼於北卡羅來納大學獲得了表演傳播學位，並於加州大學洛杉磯分校和舊金山藝術學院學習繪畫和雕塑，畢業後參與多部舞台劇演出。1995 年，霍勒曼開始了她的影視生涯，在電影《雙姝奇戀》飾演中性氣質的蘭迪·迪恩 (Randy Dean)獲得注目，其後於電影《不羈夜》及影集《夜行天使》等戲劇擔任重要角色。2004年，參與美國Showtime電視網電視劇《拉字至上》飾演蒂娜‧肯納德(Tina Kennard)一角，演技大受好評，並以此劇獲得第9屆金衛星獎劇集類最佳女主角。此外，在《拉字至上》第5季中蒂娜與畢生摯愛貝特困在電梯場景的對手戲，讓霍勒曼與飾演貝特的珍妮佛‧貝爾共同獲得2009年Bravo A-List Award「電視最性感時刻獎」。2019年，暫別螢光幕的霍勒曼在《拉字至上》續作《拉字至上：Q世代》回歸，繼續飾演蒂娜‧肯納德。

### 繪畫
霍勒曼在拍攝《拉字至上》時，在每一季之間的休息空檔開始進行畫畫，探索另一面的自己。2010年，霍勒曼決定離開演藝工作全力投入繪畫創作，她將失去婚姻與家庭的悲傷都凝聚在畫作中，創作出「 翠貝卡系列」(Tribeca Series)，首次亮相便廣受好評。2012年，霍勒曼從200位申請者中脫穎而出，在巴黎萬神殿舉辦「自由之心」(Coeur Libre)個展，同年於威尼斯舉辦「自由落體」個展(Free Falling)，獲得國際藝術市場與全球收藏家注目。
霍勒曼的繪畫風格受到馬克·羅斯科 ( Mark Rothko ) 的影響，以引人注目的大型繪畫和充滿活力的色彩運用而聞名。通過帶有微妙的元素意象的抽象繪畫，與俏皮的筆觸和層次探索情感，創作出三度空間的維度。作品多次於歐洲巡迴展覽，並榮獲阿根廷當代藝術雙年展繪畫類首獎、國際藝術評論家聯合會Chianciano 雙年展首獎等重要繪畫獎項。

## 私人生活
霍勒曼於2002年與建築師Paul Macherey結婚，於拍攝《拉字至上》第二季時懷孕，因此第二季劇中蒂娜懷孕並非特殊化妝，而是她真實懷孕的狀態。2004年生下第一個女兒Lola。2008年，這對夫妻收養了第二個女兒Nala Belle。2011年，霍勒曼提出離婚，並於2012年6月18日離婚。
2008年1月《Curve》雜誌的專訪中，霍勒曼提到在拍攝電影《雙姝奇戀》時曾與一名女性交往，公開自己的雙性戀身分。但在2010年12月的《DIVA》雜誌專訪時，霍勒曼說不應該認定自己是雙性戀，因僅有一次的同性戀情，便稱自己是雙性戀過於標籤化，她討厭一切的標籤。

## 展覽

### 個展
2022
- Deep Dive(深入探索), Bankside Gallery, 倫敦

2019
- Memory and Movement(記憶與運動), Galerie Joseph, 巴黎

2018
- Color Forest (彩色森林), Fondazione Luciana Matalon, 米蘭(與雕塑家 Susi Kramer 的雙人展)

2017
- Fertile Ground(沃土), Bankside Gallery, 倫敦[11]

2016
- Everglow(永恆璀璨), Museum Jan van der Togt, 阿姆斯特爾芬[12]

2015
- The Innocents(無辜者), Mernier Gallery,倫敦

2014
- The Fifth Element(第五元素), Galerie Joseph, 巴黎

2013
- All the World Inside(裡面的世界), Palazzo Italia, 柏林[13][14][15][16][17][18]

2012
- Free Falling(自由落體), Ateneo of Venice, 威尼斯[19]
- Coeur Libre(自由之心), Pantheon Town Hall, 巴黎[20]

## 外部連結
- Laurel Holloman Art （页面存档备份，存于）
- 勞雷爾·霍勒曼在互联网电影资料库（IMDb）上的資料（英文）
- 在AllMovie上勞雷爾·霍勒曼的頁面（英文）